# Potwór z bagien
Potwór z bagien (Swamp Thing) – amerykański horror z roku 1982 na podstawie serii komiksów Lena Weina i Bernie Wrightson pt. Saga o potworze z bagien. 

## Obsada
- Ray Wise – dr Alec Holland
- Adrienne Barbeau – Alice Cable
- Louis Jourdan – dr. Anton Arcane
- Dick Durock – Swamp Thing
- David Hess – Ferret
- Nicholas Worth – Bruno
- Mimi Craven – sekretarka Arcane'a

## Opis fabuły
Naukowiec Alec Holland i jego siostra Linda pracują w tajnym laboratorium. Napadają na nich przestępcy, dowodzeni przez  Arcane'a; ich celem jest wykradzenie niezwykłego płynu, powodującego wzrost i wyzwolenie agresji u roślin. Preparat wylewa się na Hollanda, który wskakuje do bagna.